# Khmelevski
Khmelevski (en rus: Хмелевский) és un poble (un possiólok) de l'óblast de Saràtov, a Rússia, segons el cens del 2010 tenia 703 habitants. Pertany al districte municipal de Saràtov.